# Живко Ошавков
Живко Тръпков Ошавков е виден български социолог и философ, основоположник на социологическата наука в България.

## Биография
Ошавков е роден в големия българо-албански македонски град Дебър на 6 юли 1913 година в семейството на Гюргя и Търпе Ошавков, строителен работник, гурбетчия. По произход е от големия български род Ошавкови. Семейството му емигрира в България, тъй като градът след Междусъюзническата война остава в Сърбия, и се установява в Лом. Тук Ошавков учи в местната педагогическа гимназия, а по-късно завършва философия в Софийския университет. На 20 години се жени за Вера Ошавкова, с която са съученици от Лом. По време на следването си между 1935 и 1936 година е редактор в комунистическото списание „Нова литература“. От 1936 до 1939 година учи социология в Сорбоната, Париж. След завръщането си в България е учител в освободения през 1941 година Цариброд и в Разград. След деветосептемврийския преврат в 1944 година работи в ЦК на БКП (1945 - 1950).
От 1948 до 1954 година е доцент в Софийския университет. Завежда секция исторически материализъм в Института по философия на БАН (1952 – 1966). От 1961 година е професор по исторически материализъм.
От 1967 година завежда групата за социологически изследвания при Президиума на БАН, която в 1968 година се превръща в Институт по социология, на който Ошавков става пръв директор.
Ошавков от основателите и пръв председател (1965 – 1982) на Социологическото дружество, преименувано през 1969 г. на Българска социологическа асоциация. Вицепрезидент на Международната социологическа асоциация (1970-74), избран след нейния конгрес във Варна през 1970 г.
Синът му Лъчезар Ошавков (р. 1940) е виден художник, а дъщеря му Лидия Ошавкова е известна флейтистка.